# Крушевица (Рашка)
Крушевица је насеље у Србији у општини Рашка у Рашком округу. Према попису из 2022. било је 59 становника.

## Демографија
У насељу Крушевица живи 138 пунолетних становника, а просечна старост становништва износи 55,7 година (54,1 код мушкараца и 57,1 код жена). У насељу има 64 домаћинства, а просечан број чланова по домаћинству је 2,34.
Ово насеље је у потпуности насељено Србима (према попису из 2002. године), а у последња три пописа, примећен је пад у броју становника.
|  |

| Демографија | Демографија | Демографија |
| Година      | Становника  | Становника  |
| ----------- | ----------- | ----------- |
| 1948.       | 440         |             |
| 1953.       | 457         |             |
| 1961.       | 454         |             |
| 1971.       | 369         |             |
| 1981.       | 270         |             |
| 1991.       | 196         | 194         |
| 2002.       | 150         | 150         |

| Етнички састав према попису из 2002.‍ | Етнички састав према попису из 2002.‍ | Етнички састав према попису из 2002.‍ | Етнички састав према попису из 2002.‍ | Етнички састав према попису из 2002.‍ |
| ------------------------------------ | ------------------------------------ | ------------------------------------ | ------------------------------------ | ------------------------------------ |
|                                      |                                      |                                      |                                      |                                      |
| Срби                                 | Срби                                 |                                      | 150                                  | 100,0%                               |
| непознато                            | непознато                            |                                      | 0                                    | 0,0%                                 |

| Година пописа     | 1948. | 1953. | 1961. | 1971. | 1981. | 1991. | 2002. |
| ----------------- | ----- | ----- | ----- | ----- | ----- | ----- | ----- |
| Број домаћинстава | 80    | 84    | 89    | 82    | 88    | 76    | 64    |

| Број чланова      | 1  | 2  | 3 | 4 | 5 | 6 | 7 | 8 | 9 | 10 и више | Просек |
| ----------------- | -- | -- | - | - | - | - | - | - | - | --------- | ------ |
| Број домаћинстава | 22 | 22 | 9 | 3 | 4 | 3 | 1 | 0 | 0 | 0         | 2,34   |

| Пол    | Укупно | Неожењен/Неудата | Ожењен/Удата | Удовац/Удовица | Разведен/Разведена | Непознато |
| ------ | ------ | ---------------- | ------------ | -------------- | ------------------ | --------- |
| Мушки  | 67     | 15               | 44           | 8              | 0                  | 0         |
| Женски | 73     | 6                | 44           | 21             | 0                  | 2         |
| УКУПНО | 140    | 21               | 88           | 29             | 0                  | 2         |

| Пол    | Укупно                    | Пољопривреда, лов и шумарство | Рибарство                            | Вађење руде и камена | Прерађивачка индустрија       |
| ------ | ------------------------- | ----------------------------- | ------------------------------------ | -------------------- | ----------------------------- |
| Мушки  | 30                        | 12                            | 0                                    | 1                    | 8                             |
| Женски | 38                        | 31                            | 0                                    | 1                    | 0                             |
| УКУПНО | 68                        | 43                            | 0                                    | 2                    | 8                             |
| Пол    | Производња и снабдевање   | Грађевинарство                | Трговина                             | Хотели и ресторани   | Саобраћај, складиштење и везе |
| Мушки  | 0                         | 1                             | 2                                    | 0                    | 0                             |
| Женски | 0                         | 0                             | 0                                    | 0                    | 0                             |
| УКУПНО | 0                         | 1                             | 2                                    | 0                    | 0                             |
| Пол    | Финансијско посредовање   | Некретнине                    | Државна управа и одбрана             | Образовање           | Здравствени и социјални рад   |
| Мушки  | 0                         | 2                             | 1                                    | 0                    | 0                             |
| Женски | 0                         | 0                             | 0                                    | 0                    | 2                             |
| УКУПНО | 0                         | 2                             | 1                                    | 0                    | 2                             |
| Пол    | Остале услужне активности | Приватна домаћинства          | Екстериторијалне организације и тела | Непознато            | Непознато                     |
| Мушки  | 0                         | 0                             | 0                                    | 3                    | 3                             |
| Женски | 0                         | 0                             | 0                                    | 4                    | 4                             |
| УКУПНО | 0                         | 0                             | 0                                    | 7                    | 7                             |